# Anatomia Musical de los Bee Gees
Az Anatomía Musical de los Bee Gees című lemez a Bee Gees  Mexikóban megjelent 30 számot tartalmazó tripla válogatáslemeze.

## Az album dalai
1. Yo comencé la broma – (I Started a Joke) (Barry, Robin és Maurice Gibb) – 3:02
2. Corre hacia mí – (Run To Me)  (Barry, Robin és Maurice Gibb) – 3:05
3. La razón de mi locura – (Method To My Madness) (Barry, Robin és Maurice Gibb) – 3:10
4. Días solitarios – (Lonely days)  (Barry, Robin és Maurice Gibb) – 3:46
5. Repentinamente (Suddenly) (Barry, Robin és Maurice Gibb) – 2:29
6. Palabras – (Words) (Barry, Robin és Maurice Gibb) – 3:06
7. Un hombre para siempre – 2:57
8. Primero de mayo – (First of May) (Barry, Robin és Maurice Gibb) – 2:47
9. El mensaje (I've Gotta Get A Message To You ) (Barry, Robin és Maurice Gibb) – 2:51
10. Papel maché (Paper Mache, Cabbages & Kings ) (Barry és Robin és Maurice Gibb) – 4:55
11. Melody fair (Barry, Robin és Maurice Gibb) – 2:19
12. Massachusetts (Barry, Robin és Maurice Gibb) – 2:18
13. El desastre minero de Nueva York de 1941 –
14. No olvides recordar (Don't Forget to Remember) (Barry, Robin és Maurice Gibb) – 3:21
15. Estoy vivo (Alive) (Barry és Maurice Gibb) – 4:00
16. Como ayudas a un corazón roto? (How Can You Mend A Broken Heart)  (Barry és Robin Gibb) – 3:05
17. Vi una nueva mañana (Saw a New Morning) (Barry, Robin és Maurice Gibb) – 4:13
18. No quiero vivir encerrado en mí mismo (Don't Wanna Live Inside Myself) (Barry Gibb) – 5:22
19. Cuando era niño (I Was A Child)  (Barry és Maurice Gibb)- 3:10
20. No me importa mucho (It Doesn't Matter Much To Me) (Barry, Robin és Maurice Gibb) – 3:50
21. Mi mundo (My World) (Barry és Robin Gibb) – 4:20
22. I.O.I.O (Barry és Maurice Gibb) – 2:40
23. Luz de lámpara (Lamplight) (Barry, Robin és Maurice Gibb) – 4:47
24. Día de fiesta (Holiday) (Barry és Robin Gibb)- 2:52
25. El cantante cantó su canción (The Singer Sang His Song) (Barry, Robin és Maurice Gibb) – 3:04
26. Amar a alguien (To Love Somebody) (Barry és Robin Gibb)- 2:52
27. Da lo mejor de ti (Give Your Best) – 3:17
28. Salvado por la campana (Saved By The Bell) (Robin Gibb) – 2:55
29. Podría ser alguien (Wouldn't I Be Someone) (Barry, Robin és Maurice Gibb) – 3:58
30. Mañana mañana (Tomorrow Tomorrow) (Barry és Maurice Gibb)- 3:50

## Közreműködők
- Bee Gees